# Матсья (царство)

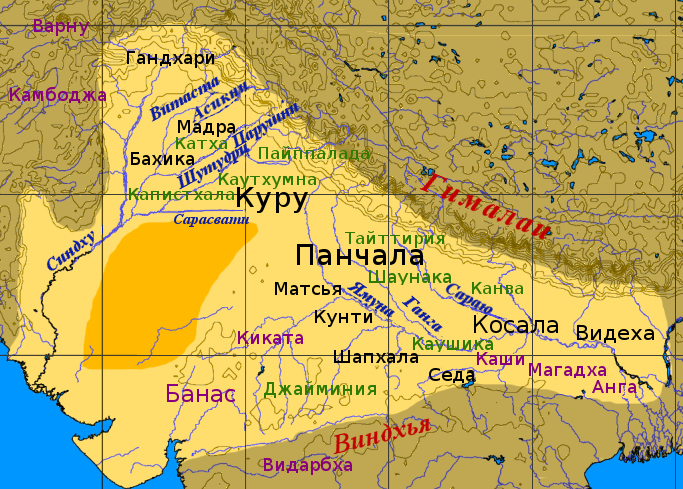
Розташування царства Матс'я у ведійський період

Ма́тсья — назва давньоіндійського племені та держави, що існувала у ведійський період на північному заході Індійського субконтиненту.
Царство матсьїв лежало на південь від царства Куру і на захід від річки Джамна, яка відокремлювала його від держави Панчала. Займало частину території сучасного Раджастхану, включно з округами Алвар та Бгаратпур. Західний кордон проходив північним берегом річки Чамбал. Столицею Матсья було місто Віратанагара (сучасний Байрат), назване, за переказами, на честь свого засновника — царя Вірати. У «Магабгараті» столиця матсьїв має також назву Упаплав'я. У «Магабгараті» (V.72.16) згадується цар Сахаджа, який правив царствами Чеді та Матсья. З цього можна дійти висновку, що держава Матсья колись було частиною царства Чеді. У літературі палі матсьї асоціюються з племенем шурасенів.
На початку VI ст. до н. е. царство Матсья стало однією з шістнадцяти магаджанапад. Його вплив на той час значно знизився.